# Miloš Brkić (pevač)
Miloš Brkić (Novi Sad, 15. avgust 1991) srpski je pop-folk pevač.

## Biografija
Rođen je 15. avgusta 1991. u Novom Sadu. Završio je srednju muzičku školu „Isidor Bajić “ u Novom Sadu. Pored pevanja, svira i nekoliko instrumenata kao što su gitara, klavir i harmonika. Već nekoliko godina svira po klubovima u Novom Sadu i okolini. Upisao je Pedagoški fakultet.
Široj javnosti je postao poznat nakon učešća u šou programu Zvezde Granda, sezona 2011/12. Dana 17. marta 2012. napustio je takmičenje, posle brojnih nedelja i nastupa. Nakon toga, Miloš ponovo učestvuje u takmičenju Zvezde Granda, sezona 2012/13. Posle ispadanja tik pred finale, Grand produkcija je odlučila da ga, i pored toga što nije uspeo da prođe u baražu, vrati u dalje takmičenje. U finalu, održanom 22. juna 2013, osvojio je 5. mesto. Nedelju dana nakon toga predstavio je svoju prvu pesmu „Sipaj, ne pitaj“.

## Diskografija

### Singlovi
- Sipaj ne pitaj (2013)
- Gde poljubim (2014) Grand festival
- Lažem sve (2014) duet sa Rada Sarić
- Subota (2015)
- Što te nema ljubavi (2015) duet sa Aleksandra Bursać
- Greh sa sedam nula (2017)
- Al je lepo (2017)
- Noći mi ne kradi (2018)
- Sve što nemam tebi dugujem (2019)
- Našli smo se mi (2021) duet sa Jelena Gerbec
- Sad plači ako, ako (2024)